# Centro Federal de Educação Tecnológica Celso Suckow da Fonseca
Centro Federal de Educação Tecnológica Celso Suckow da Fonseca, också känt som CEFET-RJ, är ett universitet och forskningsinstitut beläget i Rio de Janeiro i Brasilien.
Det grundades 1917.